# منظمة أبحاث الجاذبية
مؤسسة أبحاث الجاذبية هي منظمة أنشئت عام 1948 من قبل رجل الأعمال روجر بابسون مؤسس كلية بابسون. لإيجاد طرق لتنفيذ التدريع ضد الجاذبية (Gravitational shielding). مع الوقت، توقفت المؤسسة عن محاولة منع الجاذبية وبدأت في محاولة فهمها. تقيم المؤسسة منافسة سنوية لمكافأة المقالات المكتوبة من قبل الباحثين العلماء عن مواضيع متعلقة بالجاذبية. فاز بهذه الجائزة ستة أشخاص على الأقل حصلوا لاحقا على جائزة نوبل للفيزياء.
المؤسسة أقامت مؤتمرات وأجرت عمليات في مدينة نيو بوسطن في نيو هامبشاير خلال أواخر الستينات (1960)، ولكن ذلك الجانب من علميتها انتهى بوفاة بابسون في عام (1967).
المؤسسة مذكورة على الآثار الحجرية، التي تبرع بها بابسون، في أكثر من اثنتي عشرة جامعة أمريكية.

## التاريخ:
يبدو أن توماس أديسون (Thomas Edison) اقترح إنشاء مؤسسة أبحاث الجاذبية على بابسون،[6] والذي بدوره أنشأها في عدة مباني مبعثرة في مدينة صغيرة في نيو بوسطن في نيو هامبشاير. [7] قال بابسون أنه اختار ذلك الموقع لأنه ظن بأنه كان بعيدًا بما فيه الكفاية عن المدن الكبيرة للنجاة من حرب نووية. أراد بابسون أن يضع إشارة تشير إلى نيو بوسطن على أنها المكان الأكثر أمانًا في أمريكا الشمالية في حال بدأت الحرب العالمية الثالثة، لكن وجهاء البلدة خففوا من حدته ليقول فقط بأن بوسطن الجديدة كانت مكانًا آمنًا. [8]
في مقالة عنوانها الجاذبية – عدونا الأول "Gravity – Our Enemy Number One"، بيّن بابسون أن أمنيته في أن يتغلب على الجاذبية تكونت منذ صغره عند غرق أخته. من كتاباته: «لم تكن قادرة على محاربة الجاذبية، والتي جاءت واستولت عليها كالتنين وسحبتها إلى القاع،».[9]
أقامت المؤسسة مؤتمرات موسمية استقطبت أشخاصًا مثل كلارنس بيردسآي (Clarence Birdseye) صاحب شهرة الأطعمة المجمدة، وإيغور سيكورسكاي (Igor Sikorsky)، مخترع الهيليكوبتر. [10] أحيانًا، كان يجلس الأعضاء في مقاعدهم وأقدامهم أعلى من رؤوسهم ليوازنوا الجاذبية. [11] ومع ذلك، معظم عمل المؤسسة تضمن رعاية مقالات باحثين عن مواضيع متعلقة بالجاذبية. [12] كان لديها فقط بعض الموظفين في نيو بوسطن.
مؤسسة أبحاث الجاذبية «الفيزيائية» اختفت لبعض الوقت بعد وفاة بابسون في عام (1967). بقاياها الوحيدة في نيو بوسطن كانت بلاطة من الجرانيت في جزيرة وسطية في الشارع تحتفل بـ «البحث النشط للمؤسسة عن مضاد الجاذبية وعزل الجاذبية المرئي». المبنى الذي عقدت به لقاءات المؤسسة تحول إلى مطعم منذ فترة طويلة، وكان لفترة من الوقت حانة أعيدت تسميته ليصبح حانة الجاذبية "Gravity Tavern".[13]
جائزة المقالة استمرت، عارضةً جوائز تتعدى الأربعة آلاف دولار. اعتبارًا منذ عام 2020، لا تزال المؤسسة تدار من مدينتي ويليسي (Wellesley)، وماساتشوسيتس (Massachusetts)، من قبل جورج رايدآوت (George Rideout Jr.)، ابن المدير الأصلي للمؤسسة.
مع مرور الوقت، تخلصت المؤسسة من جوّها غريب الأطوار، محوّلةً انتباهها من محاولة منع الجاذبية إلى محاولة فهمها.
استقطبت جائزة المقالة السنوية باحثين محترمين، منهم الفيزيائي ستيفين هاوكينج (Stephen Hawking)، الذي فاز في عام (1971)، عالم الرياضيات/الكاتب روجر بنروز (Roger Penrose) (الحاصل على جائزة نوبل في الفيزياء عام 2020)، الذي فاز في عام (1975)، وعالم الفيزياء الفلكية والحائز على جائزة نوبل جورج سموت (George Smoot)، الذي فاز في عام (1993). فائزون آخرون جديرون بالذكر، يعقوب بيكينستين (Jacob Bekenstein)، سيدني كولمان (Sidney Coleman)، بريس ديويت (Bryce DeWitt)، جوليان شوينغر (Julian Schwinger) (الحاصل على جائزة نوبل في الفيزياء عام 1965)، مارتين بيرل (Martin Perl) (الحاصل على جائزة نوبل في الفيزياء عام 1995)، (Demetrios Christodoulou)، (Dennis Sciama)، جيرارد هوفت (Gerard't Hooft) (الحاصل على جائزة نوبل في الفيزياء عام 1999)، روبرت والد (Robert Wald)، جون أركيبالد ويلر (John Archibald Wheeler)، وفرانك ويلكزيك (Frank Wilczek) (الحاصل على جائزة نوبل في الفيزياء عام 2004). [14]

## النصب:
في الستينات (1960)، إعطى بابسون منح لعدد من الكليات التي كانت مصحوبة بنصب حجرية. [15] كانت النصب منقوشة بمجموعة متنوعة من الأقوال المتشابهة مثل «لتذكير الطلاب بالبركات المقدمة عندما يُكتشف شبه عازل من أجل تسخير الجاذبية كقوة حرة والتخفيف من حوادث الطائرات.» " It is to remind students of the blessings forthcoming when a semi-insulator is discovered in order to harness gravity as a free power and reduce airplane accidents. " و «لتذكير الطلاب بالبركات المقدمة عندما يحدد العلم ماهية الجاذبية، كيف تعمل، وكيف يمكن التحكم بها» " It is to remind students of the blessings forthcoming when science determines what gravity is, how it works, and how it may be controlled. ".[16]

### الكليات التي تلقّت النصب
•	Bethune-Cookman College in Daytona Beach, Florida
•	Colby College in Waterville, Maine
•	Eastern Baptist College in St. Davids, Pennsylvania
•	Eastern Nazarene College in Quincy, Massachusetts
•	Emory University in Atlanta, Georgia [17]
•	Gordon College in Wenham, Massachusetts
•	Hobart and William Smith Colleges in Geneva, New York
•	Keene State College in Keene, New Hampshire [18]
•	Middlebury College in Middlebury, Vermont
•	Providence College in Providence, Rhode Island
•	Trinity College in Hartford, Connecticut
•	Tufts University in Medford, Massachusetts [19]
•	Tuskegee Institute in Tuskegee, Alabama
•	University of Tampa in Tampa, Florida
•	Wheaton College in Wheaton, Illinois.
الكتاب الخاص بكلية هوبرت (H-Book) يتضمن وصف للظروف المحيطة بوضع نصب الجاذبية الخاص بها: «موقع الحجر في الحرم الجامعي مرتبط بهدية لأسهم كليات ‘منحة الجاذبية’»، مجموعها الآن يتعدى المليون دولار، من روجر بابسون، مؤسس كلية بابسون. كان غريب الأطوار بابسون مفتونًا بفكرة مضاد الجاذبية ومائلًا إلى المزيد من البحث العلمي في هذا المجال. استخدمت الكليات هذه المنح للمساعدة في بناء قاعة روسنبيرج (Rosenberg Hall) عام (1994).
الحجر في كلية كولبي (Colby College) كان مرة أمام مبنى كيييس (Keyes Building) أمام باحة الكلية الأكاديمية الرئيسية ولكنه نُقل إلى مكان مخفي أكثر قرب مركز خريجي شير سوينسون واتسون (Schair-Swenson-Watson Alumni Center). عادة ما يقرعها الطلاب في شهادة ساخرة على قوة الجاذبية. في جامعة تافتس (Tufts University)، يعد الأثر موقعًا لـ«حفل الافتتاح» [20] للطلاب الحاصلين على درجة الدكتوراه في علم الكونيات، حيث يسقط مرشد الأطروحة تفاحة على رأس الطالب.

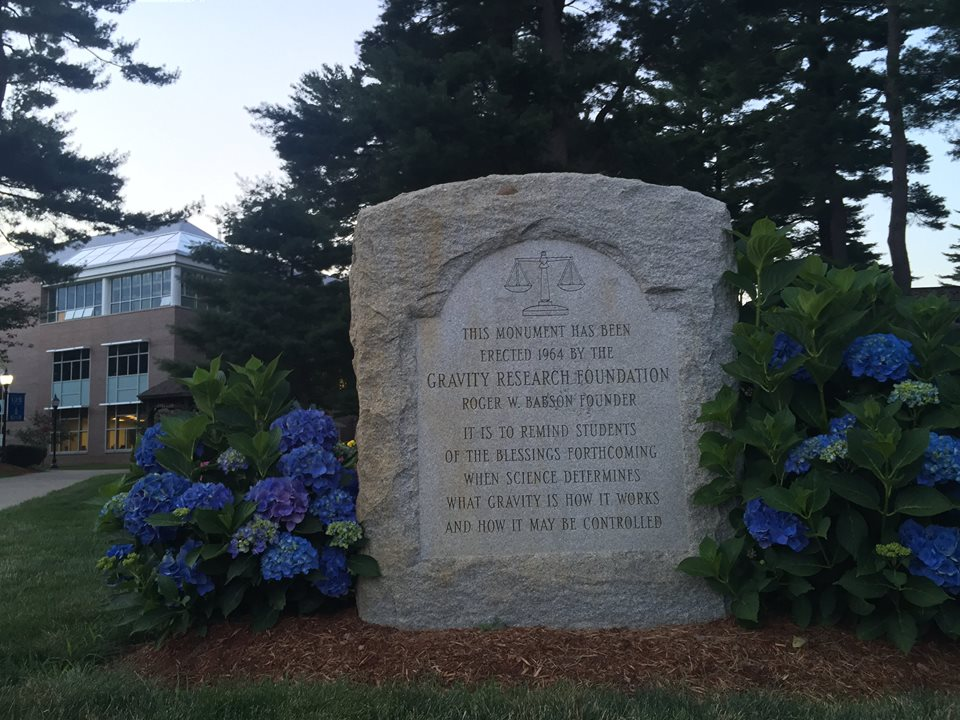

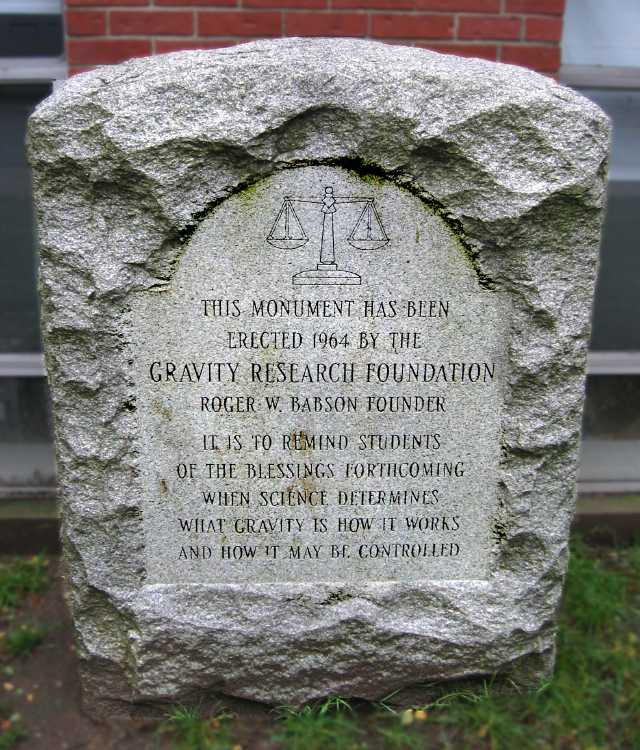
نصب مؤسسة أبحاث الجاذبية خارج قاعة شريدير (Shrader Hall) في كلية الناصرية الشرقية (Eastern Nazarene College)

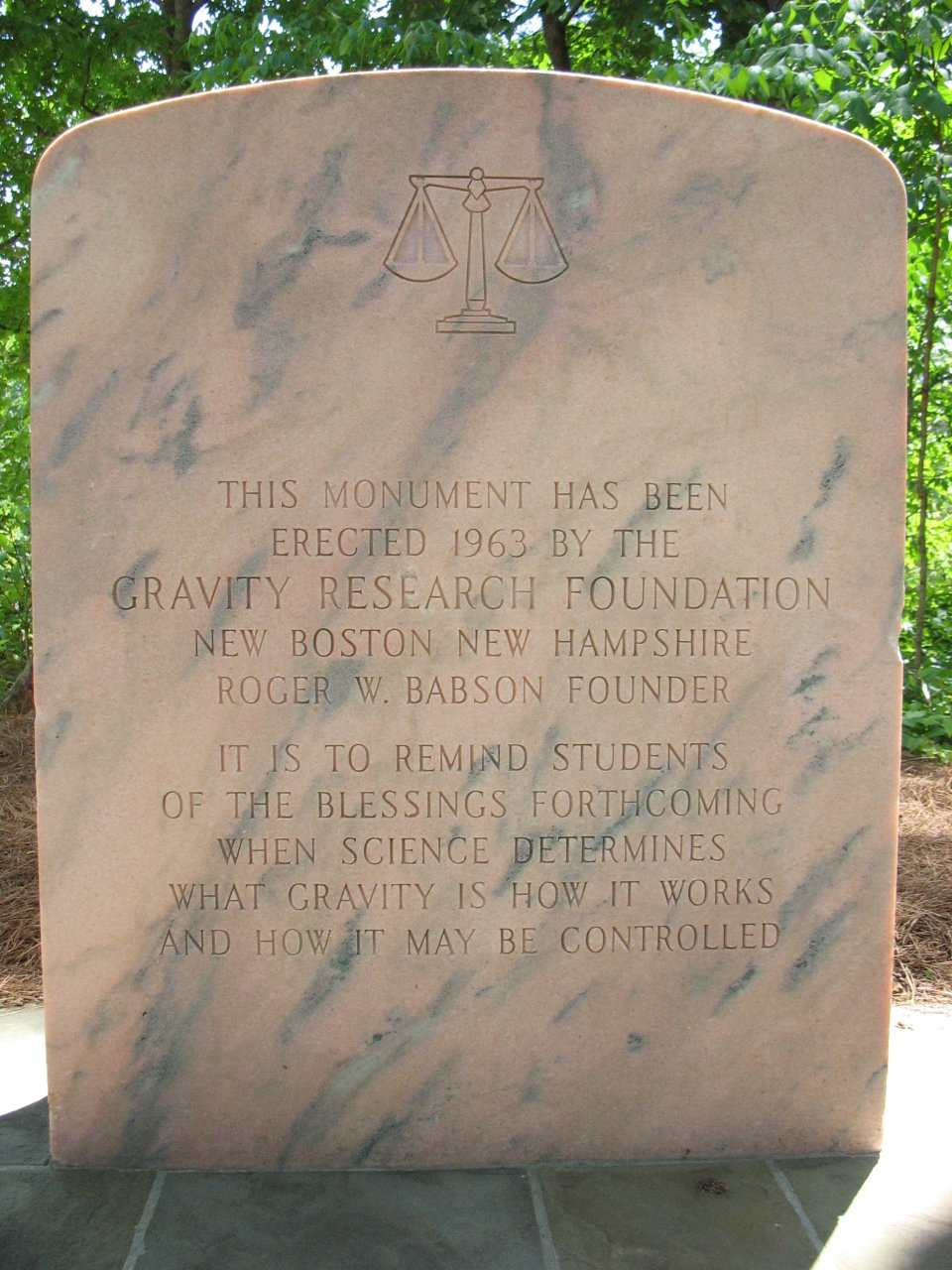
نصب مؤسسة أبحاث الجاذبية في جامعة إيموري (Emory University)

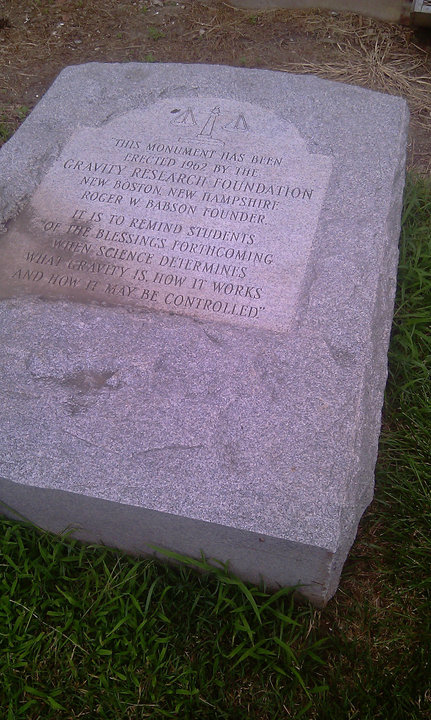
نصب مؤسسة أبحاث الجاذبية في كلية ويتون (Wheaton College)

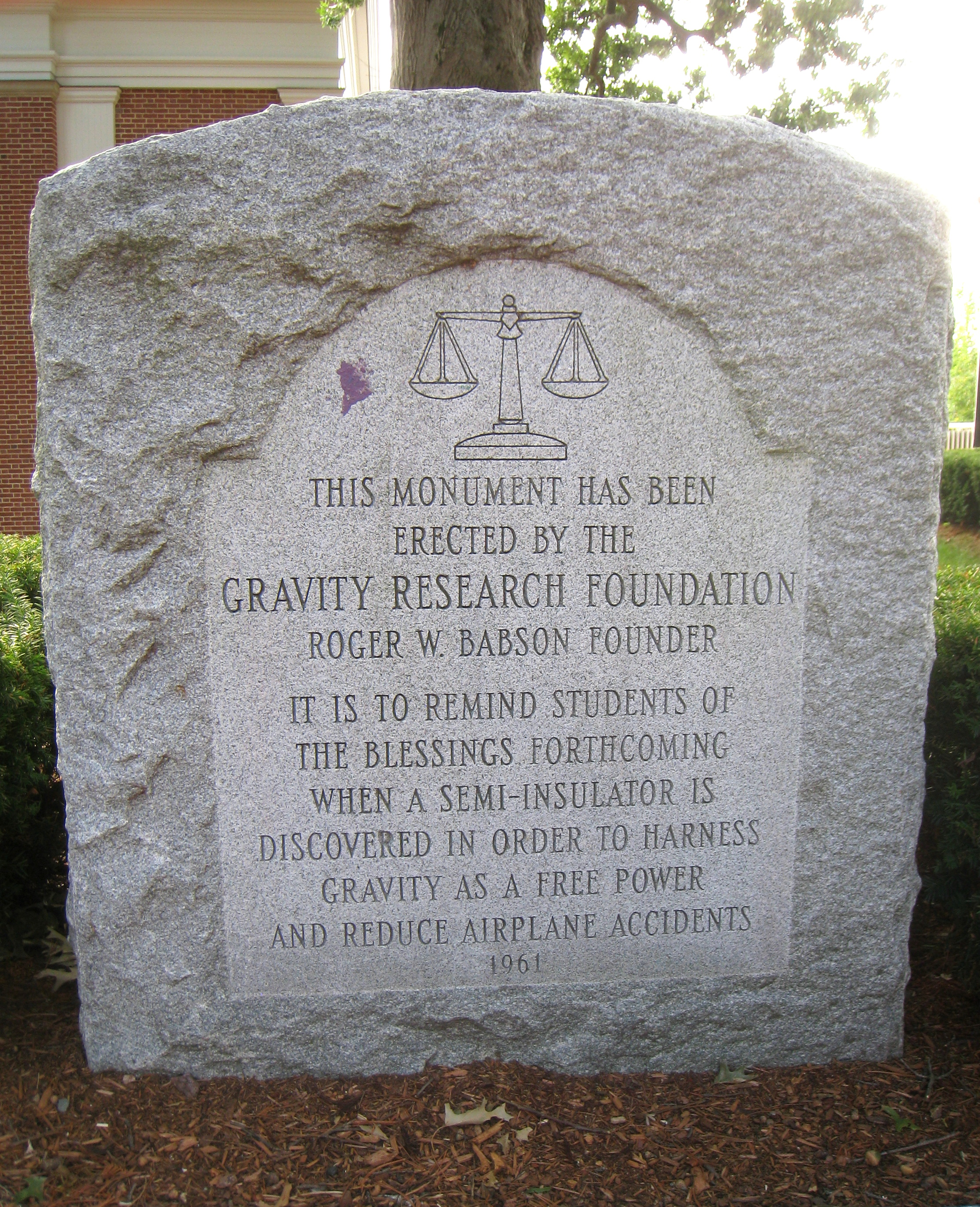
نصب مؤسسة أبحاث الجاذبية في جامعة تافتس (Tufts University)

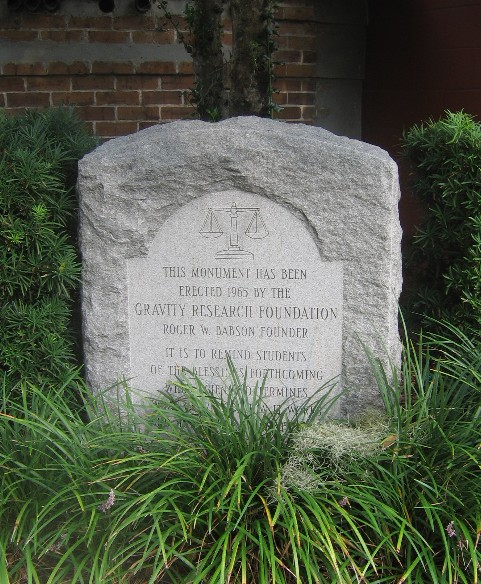
نصب مؤسسة أبحاث الجاذبية في جامعة تامبا (University of Tampa)

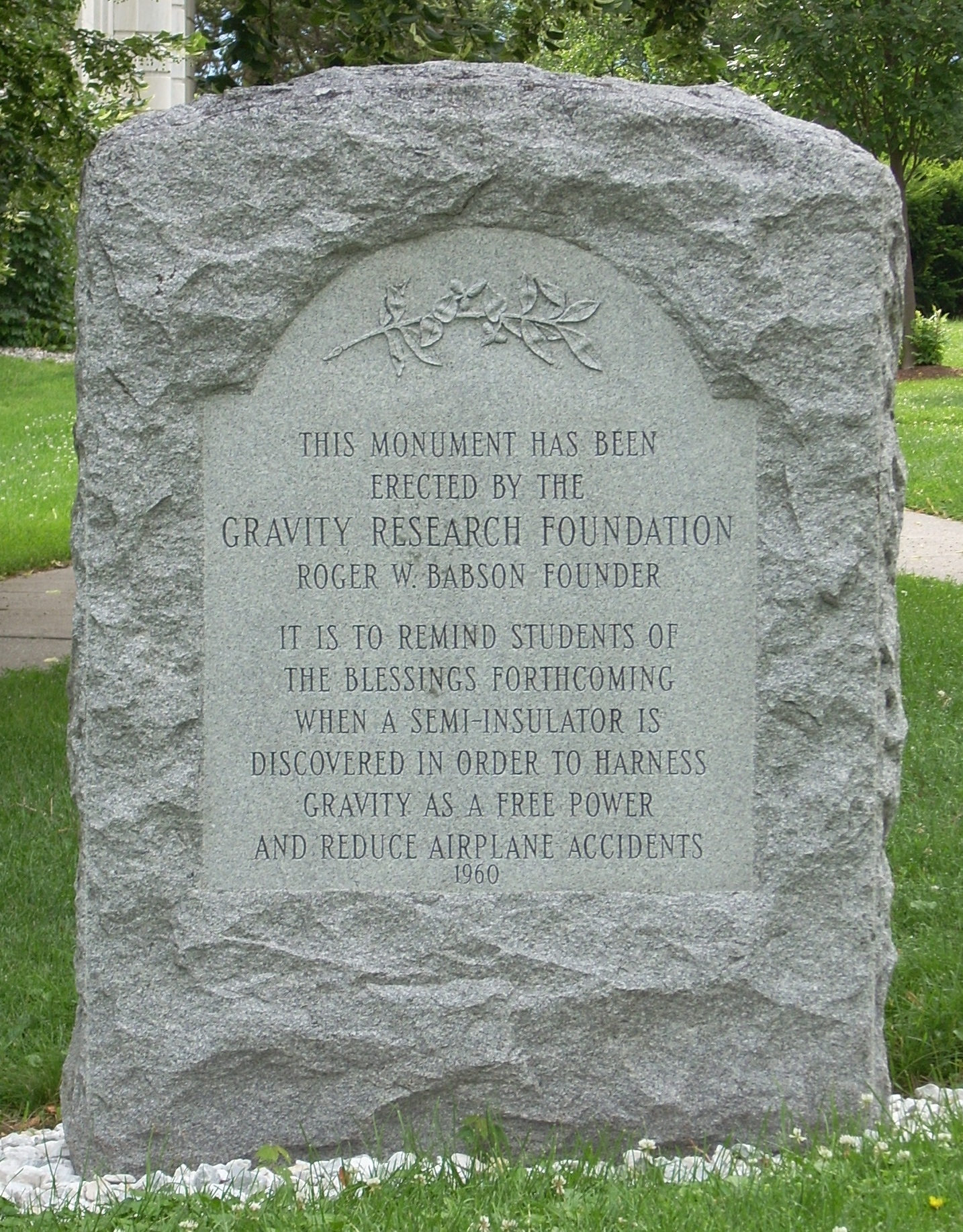
نصب مؤسسة أبحاث الجاذبية في كلية ميدلباري (Middlebury College)